# Лајман (Вашингтон)
Лајман (енгл. Lyman) град је у америчкој савезној држави Вашингтон. По попису становништва из 2010. у њему је живело 438 становника.

## Демографија
Према попису становништва из 2010. у граду је живело 438 становника, што је 29 (7,1%) становника више него 2000. године.
| Група             | 2000.       | 2010.       |
| Белци             | 388 (94,9%) | 413 (94,3%) |
| Афроамериканци    | 4 (1,0%)    | 0 (0,0%)    |
| Азијати           | 1 (0,2%)    | 1 (0,2%)    |
| Хиспаноамериканци | 3 (0,7%)    | 15 (3,4%)   |
| Укупно            | 409         | 438         |